# Sendai kärnkraftverk
Sendai kärnkraftverk (川内原子力発電所 Sendai hatsudensho?) är ett kärnkraftverk i Japan.
Kärnkraftverket har två tryckvattenreaktorer. Det ligger i staden Satsumasendai i Kagoshima prefektur. Det ägs och drivs av Kyūshū Electric Power Company. Bygget startade den 15 december 1979.

## Efter Fukushimaolyckan
För att få återstarta reaktorer efter sina respektive periodvisa underhåll följande Fukushima-olyckan behöver de godkännas efter nya och strängare säkerhetsregler.
Sendai blev det första kraftverket att bli godkända och återstarta sina reaktorer efter att de strängare reglerna trätt i kraft efter att domstol avlagit en överklagan från 12 personer att stoppa återstarten. Reaktor 1 återstartades i augusti 2015 och reaktor 2 i oktober 2015.
Inför återstarten av reaktorerna godkändes detta av Kagoshima prefektur politiska ledning under guvernören Yuichiro Ito. Under valkampanjen 2016 kandiderade Satoshi Mitazono bland annat på att stänga kraftverket, han blev vald och skickade en begäran till Kyushu Electric Power Company att stänga ner reaktorerna för genomgång av säkerheten. Guvernören har dock ingen makt att stänga kärnkrafverk i Japan varför driften fortsatte. Mitazono ersattes 2020 som guvernör av Koichi Shiota.
I ett tredje steg av nya säkerhetsregler ska alla kärnanläggningar i Japan ha ett alternativt kontrollrum i form av en bunker inom fem år efter att de fått godkännande enligt det tidigare steget. Ingen av anläggningarna i Sendai hade dessa på plats i tid och stängdes därför ner i mars respektive maj 2020. Reaktor 1 återstartades med ett godkänt alternativt kontrollrum i november 2020.

## Reaktorer
| Namn       | Reaktortyp | Kommersiell drift | Effekt | Bränslets vikt |
| ---------- | ---------- | ----------------- | ------ | -------------- |
| Sendai - 1 | PWR        | 4 juli 1984       | 890 MW | 72 ton         |
| Sendai - 2 | PWR        | 28 november 1985  | 890 MW | 72 ton         |